# 乗場古墳
乗場古墳（のりばこふん）は、福岡県八女市吉田にある古墳。形状は前方後円墳。八女古墳群を構成する古墳の1つ。国の史跡に指定されている（史跡「八女古墳群」のうち）。
岩戸山古墳に近接して築かれていることから、筑紫君磐井の子「葛子」の墓ではないかと言われている。

## 概要
岩戸山古墳から東方約300mに位置する2段築成の前方後円墳で、墳丘長約70m、後円部径約30m、高さ約5m、前方部幅約35mで前方部の方がやや低い。江戸時代の久留米藩の学者である矢野一貞が著した「筑後将士軍談」の中に「吉田村奈良山」の名で登場し、石人残欠が存在していたこと、岩戸山古墳同様に周濠・周堤があったことが記されている。
主体部は複室構造の横穴式石室で、後円部南側のくびれ部寄りに開口部がある。大型石材を用いた奥壁や側壁、玄室の両袖石には赤・黄・青の三色により連続三角文・同心円文・蕨手文が描かれている。保存のため公開はされていない。
石室は明治～大正年間に開口したものと思われ、その間に発見された玉・馬具・須恵器が東京国立博物館に、金銅装単鳳式環頭大刀柄頭が福岡県立福島高等学校に所蔵されている。
乗場古墳が造営された時期は、副葬品や装飾文様・石室構造などから6世紀中頃と推定されている。
当古墳は大正11年（1922年）3月8日に国の史跡に指定された。昭和53年（1978年）3月24日付けで、史跡の追加指定・統合指定が行われ、指定名称が「八女古墳群」に変更された。

## 文化財

### 国の史跡
- 乗場古墳（史跡「八女古墳群」のうち）
1922年（大正11年）3月8日、「乗場古墳」として国の史跡に指定。
1978年（昭和53年）3月24日、既指定の史跡「岩戸山古墳」・「乗場古墳」・「石人山古墳」・「善蔵塚古墳」の4件を統合、丸山塚古墳・丸山古墳・茶臼塚古墳を追加指定して、「八女古墳群」に名称変更[5]。

## 交通アクセス
- 西鉄「久留米駅」よりバス利用

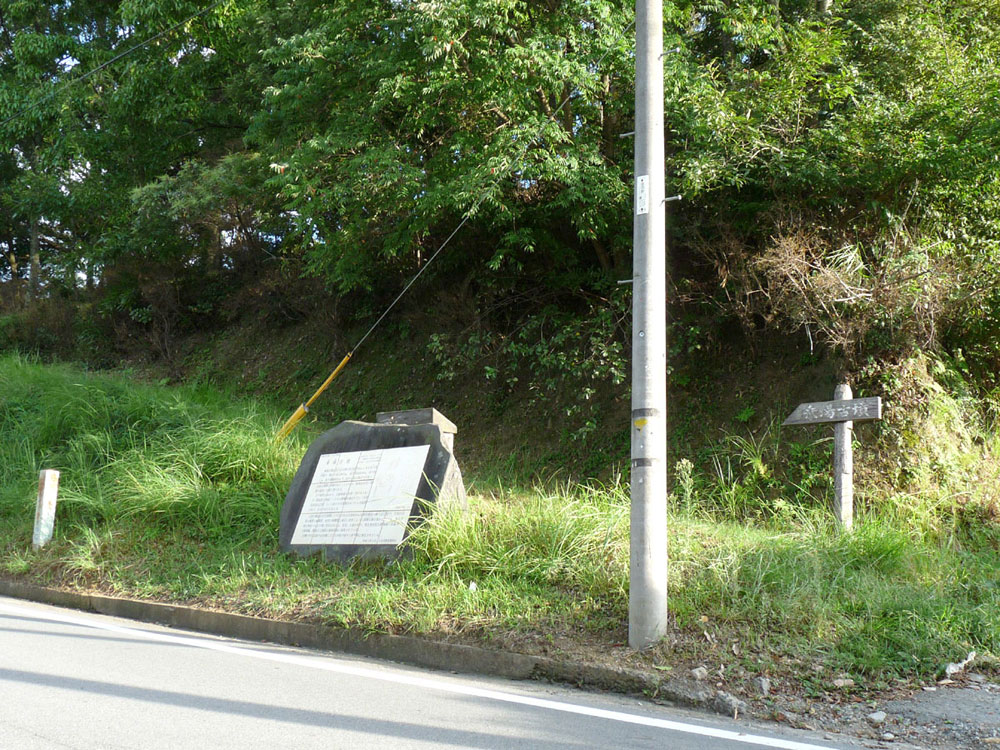
古墳入口

- JR鹿児島本線「羽犬塚駅」よりタクシー利用
- 九州自動車道「広川インターチェンジ」「八女インターチェンジ」降車